# Крутологово
Крутологово (рос. Крутологово) — село у Коченевському районі Новосибірської області Російської Федерації.
Входить до складу муніципального утворення Крутологовська сільрада. Населення становить 577 осіб (2010).

## Історія
Згідно із законом від 2 червня 2004 року органом місцевого самоврядування є Крутологовська сільрада.

## Населення
| 2002 | 2007 | 2010 |
| ---- | ---- | ---- |
| 704  | ↗716 | ↘577 |